# عابسیه
عابسیه (به عربی: العابسیة) یک روستای فلسطینی واقع در نزدیکی مرز سوریه از شمال صفد بود.